# Erland Ringborg
Sigurd Erland Ringborg, född 23 mars 1942 i Växjö församling, Kronobergs län, är en svensk före detta ämbetsman och generaldirektör samt tidigare socialdemokratisk statssekreterare.
Ringborg studerade vid Stockholms universitet 1959–1964, blev filosofie kandidat 1962 och inledde sin karriär som ordförande för Sveriges förenade studentkårer 1966–1967, och ägnade därefter närmare 30 år som administratör och ämbetsman inom utbildningssektorn. Han blev byrådirektör vid Universitetskanslerämbetet 1967 och avdelningsdirektör där 1969. Han blev departementssekreterare vid Utbildningsdepartementet 1971, och kansliråd där 1974. Han fortsatte därefter till Universitets- och högskoleämbetet där han blev byråchef 1976, för att 1979–1982 vara planeringschef och ställföreträdande universitetskansler.
Som statssekreterare vid Utbildningsdepartementet under Olof Palmes regering var han ansvarig för skola, vuxenutbildning, högskola och studiestödsfrågor 1982–1986. Därefter var han generaldirektör och chef för Skolöverstyrelsen 1986–1991. Efter att Skolöverstyrelsen lagts ned knöts Ringborg på nytt till utbildningsdepartementet 1991. Där samordnade han arbetet med OECD:s granskning av svensk utbildningspolitik. Han tjänstgjorde som utbildningsråd 1994–1997, knuten till svenska ambassaden i Paris och verksam vid de svenska Unesco- och OECD-delegationerna men även i Bonn. Under den perioden ledde han en ny OECD-granskning, denna gång av den svenska högskolepolitiken. 
Följande år, 1998, återvände Ringborg till Stockholm för att tillträda som generaldirektör för Svenska institutet, ett uppdrag som han innehade till och med 28 februari 2005. Som myndighetschef ingick han ex officio i institutets styrelse, och höll samtidigt uppdrag i styrelserna för Svenska institutet i Alexandria och Svenska institutet i Aten. Ringborg har också stor erfarenhet av arbete i högskolestyrelser. Han var ledamot av Lärarhögskolans i Stockholm styrelse 1998–2003 och 2004–2007 dess ordförande. Som chef för Svenska institutet var han styrelseordförande för Riga Graduate School of Law i Lettland, som då ägdes till 51 % av svenska staten. 
Sedan 2005 har Ringborg upprepade gånger tillkallats av regeringen som särskild utredare. Hans utredningar omfattar studieavgifter i högskolan, svenskundervisningen i utlandet och Internationella Programkontorets verksamhet. I april 2007 utsågs han av utbildningsminister Lars Leijonborg till särskild utredare av avvecklingen av kår- och nationsobligatoriet, och i juni 2008 till utredare av utbildningarna för kiropraktorer och naprapater.
Erland Ringborg var mellan 2010 och 2014 ordförande i Genealogiska Föreningen. Mellan 2014 och 2022 var han ordförande i Sveriges släktforskarförbund.  Han är far till dirigenten Patrik Ringborg, violinisten Tobias Ringborg, sångaren Rasmus Ringborg samt ämbetsmannan Pontus Ringborg.
1995 utnämndes han till Officier i den franska orden Akademiska palmen, 1997 till kommendör i Förbundsrepubliken Tysklands förtjänstorden och 1998 till Officier i Nationalförtjänstorden (Frankrike).